# Esporte Clube Flamengo (Tenente Portela)
O Esporte Clube Flamengo é um clube de futebol feminino sediado em Tenente Portela, cidade do estado do Rio Grande do Sul.

## História
O Flamengo de São Pedro foi fundado por Ildo Scapini e atualmente mantém sede em três municípios do noroeste rio-grandense: Derrubadas (treinamentos), Tenente Portela (sede) e Três Passos (mando de campo).
Em 2021, o clube se inscreveu e disputou o estadual feminino pela primeira vez. Na competição o clube conquistou seu primeiro título, o Troféu do Interior, no qual venceu o Brasil de Farroupilha e terminou na terceira colocação estadual, dando direito a uma vaga terceira divisão nacional.
No ano seguinte, as Gurias do Yucumã participaram da Série A3 do Campeonato Brasileiro, na primeira fase enfrentou o Juventude e eliminou o adversário com vitórias por 2–1 e 3–0. Na segunda fase o clube foi eliminado pelo Ipatinga, no jogo da ida perdeu por 2–0 e na volta empatou em 1–1 com o oponente.